# Shimokita-gun (Aomori)

Lage des Shimokita-gun in der Präfektur Aomori

Shimokita (jap. 下北郡, -gun) ist ein Landkreis in der Präfektur Aomori in Japan. Er liegt am nördlichen Ende der japanischen Hauptinsel Honshū auf dem Gebiet der Shimokita-Halbinsel westlich und östlich der Stadt Mutsu. 
Im Jahr 2003 lag die Bevölkerungszahl bei 36.000, bei einer Gesamtfläche von 1.168,90 km² ist das eine Bevölkerungsdichte von 30.83 Personen pro km².
Seither sind allerdings die Kleinstädten Kawauchi (川内町, -machi), Ōhata (大畑町, -machi) und das Dorf Wakinosawa (脇野沢村, -mura) (einschließlich des Osorezan) in die Stadt Mutsu eingemeindet worden. Der Landkreis hat ein Drittel seiner Einwohnerzahl und etwa die Hälfte seiner Fläche eingebüßt und zählt (Stand: 1. März 2021) nur noch 13.869 Bewohner auf 550,98 km². Er umfasst daher nur noch die Küstenstreifen südlich und östlich des Kaps Ōma im Nordosten der Halbinsel (Kazamaura, Ōma und Sai), sowie das Gebiet um das Kap Shiriya (尻屋崎, Shiriya-saki) im Nordosten (Higashidōri). Der nördlichste Punkt Honshūs liegt damit nach wie vor in Shimokita.
Unter den einheimischen Tierarten findet sich auch eine Population Japanmakaken, die damit die am weitesten nördlich lebenden Affen der Welt sind.

## Gemeinden
- Stadt Ōma (大間町, -machi), 4612 Einwohner auf 52,02 km²,
- Dorf Higashidōri (東通村, -mura), 5809 Einwohner auf 294,36 km²
- Dorf Kazamaura (風間浦村, -mura), 1644 Einwohner auf 69,60 km²
- Dorf Sai (佐井村, -mura), 1804 Einwohner auf 135,00 km²